# 谭望嵩
谭望嵩（1985年12月19日—），是一名中国足球运动员，司职边后卫，曾代表中国国奥队参加北京奥运会。

## 职业生涯
谭望嵩以作风勇猛著称，但也经常做出鲁莽的犯规动作。谭出自家乡球队四川冠城，在2005年年底四川队解散之后去往了山东球队青岛中能，隔年加盟中超新兴强队天津泰达，期间一直是球队的主力右边后卫，但在2010年初谭望嵩与杨君、韩燕鸣以及队长曹阳与俱乐部闹翻，最终选择了罢训和离队，2010年2月，谭望嵩转会加盟河南建业。

## 暴力事件
2008年8月10日，谭望嵩在北京奥运会中国队与比利时队的男足小组赛当中，第52分钟因恶意蹬踏对方球员塞巴斯蒂安·波科尼奥利裆部，被红牌罚下。他也因此成为国奥队表现不佳被人批评的焦点之一，也直接导致了此后谭望嵩一直无缘国字号球队。
在08赛季天津客场挑战北京队的比赛中，谭望嵩在比赛的最后阶段飞铲郭辉，郭辉在躲过了谭望嵩的飞铲后质问谭望嵩，随后双方发生激烈的口角和肢体接触，最终导致了京津大战武斗收场。而谭望嵩在此之后也遭受了中国足协停赛四场的处罚。
2009年6月13日进行的天津客场挑战北京队的比赛中，谭望嵩在比赛的最后时刻飞铲国安队门将杨智，导致杨智受伤下场。在不到一年之内，谭望嵩三次在比赛中做出恶意犯规的动作。事后中国足协再次对其作出了停赛五场罚款两万五千元人民币的处罚。
在2011年7月10日的中超联赛河南建业客场挑战长春亚泰的比赛里，代表河南出场的谭望嵩再次侵犯对方球员，在对抗中两次袭击对方球员张文钊，其中第二次犯规他又一次蹬踏对方球员裆部，而当场执法的裁判对这两次犯规均没有出示红黄牌。

## 逸闻
由于上述暴力事件，2009年6月13日进行的京津德比赛后，网友给飞踹杨智的谭望嵩起了新外号“谭踹踹”並在网络中一夜闻名。
中国球迷将谭望嵩与另外四名球员戏称为中国足球“五大恶人”，即“南秦升、北周挺、东戴琳、西柯钊、中望嵩”。